# Muminova kula
Muminova kula je fortifikacijski objekt u Vrgorcu, Hrvatska. Pripada nizu dobro očuvanih materijalnih ostataka osmanske kulturne baštine u gradu, prije svega kulâ. Zaštićeno je kulturno dobro.

## Opis dobra
Muminova kula izgrađena je kao slobodnostojeća zgrada, kvadratnog tlocrta, širine i dužine oko pet metara. Uz istočno pročelje prislonjeno je kameno stepenište s „balaturom". Spoj je fortifikacijske arhitekture s obilježjima pučke arhitekture, koja se ogleda u dogradnjama, vjerojatno izvršenim u 19. stoljeću radi stambene namjene objekta. Sama kula potječe iz druge polovice 17. stoljeća.
U gradu je danas više turskih kula znane pod imenima Avala, Kapetanovića kula (Dizdarevićeva kula), Fratarska kula (Cukarinovićeva kula), Pakerova kula, Elezova kula, Raosova kula, Martinčeva kula, kula u naselju podno Gradine. Kao malo gdje na jugu Hrvatske, naglašene su u naselju i brojem i po položaju. Namjena im je bila stambena i obrambena. Služila su kao sigurno prenoćište. Stanari su bili feudalci, turski begovi, pa mletački namještenici, serdari i kapetani. Građena je od nepravilna kamena povezana s crvenicom i vapnom. Prozori su mali i najviše s južne strane jer je najpogodnija za stanovanje. Vrata su lukom presvođena i s kamenim okvirima, a među njima puškarnice. Nastala za vrijeme turske vladavine u 16. – 17. stoljeću. Stil gradnje je turski.
Nalazi se u staroj gradskoj jezgri, u ulici A. G. Matoša 9a.

## Zaštita
Pod oznakom Z-3821 zavedena je kao nepokretno kulturno dobro - pojedinačno, pravna statusa zaštićena kulturnog dobra, klasificirano kao "stambene građevine".

## Vanjske poveznice
- TZ Vrgorac  Arhivirana inačica izvorne stranice od 6. ožujka 2016. (Wayback Machine)
- Turistička zajednica Splitsko-dalmatinske županije  Arhivirana inačica izvorne stranice od 9. ožujka 2018. (Wayback Machine) Vrgorac - Kapetanovića kula